# Marvel Heroes (jeu vidéo)
Marvel Heroes,, aussi appelé Marvel Heroes 2015, Marvel Heroes 2016 et Marvel Heroes Omega, était un MMO Action-RPG free-to-play développé par Gazillion Entertainment et Secret Identity Studios. Des personnages tels qu’Iron Man, Captain America, Deadpool et Wolverine était déblocables et jouables dans le jeu.
Le Directeur de Gazillion Entertainment, David Brevik est également connu pour être cofondateur de Blizzard North mais aussi designer et directeur sur les jeux Diablo et Diablo 2.
Les joueurs ayant précommandé un "Ultimate Founder Pack" ont reçu un accès anticipé au jeu le 29 mai 2013 alors que la sortie officielle s'est effectuée le 4 juin 2013, sur Microsoft Windows. Une version OS X a suivi en novembre 2014. Le jeu a été renommé Marvel Heroes 2015 le 4 juin 2014, puis Marvel Heroes 2016 en janvier 2016.
Le 5 avril 2017, il a été annoncé qu’une version console était en production pour la PlayStation 4 et la Xbox One sous le titre Marvel Heroes Omega,. Cette version a été lancée le 30 juin 2017.
Le 15 novembre 2017, Disney déclare cesser toutes relations avec Gazillion Entertainment et que Marvel Heroes sera arrêté fin 2017. Le jeu et le site web de Marvel Heroes sont finalement mis hors ligne le 27 novembre 2017 et Gazillion est liquidé,,,.

## Gameplay
Le jeu est un A-RPG (action role playing game). Marvel Heroes est un free-to-play avec des micro-transactions utilisées pour financer et supporter le jeu. Les joueurs peuvent débloquer avec des devises gagnées dans le jeu la quasi-totalité des choses qui peuvent être achetées en argent réel. Le jeu est souvent comparé à un "Diablo avec des super héros".
Au fur et à mesure que les personnages gagnent des niveaux, ils augmentent des statistiques passives qui aident ce héros particulier et obtiennent des points de pouvoir, permettant au joueur de mieux définir les capacités de ce personnage. Chaque personnage a trois arbres de pouvoir dans lesquels il peut dépenser des points. Chacun des arbres se concentre généralement sur une certaine mécanique ou style de jeu, comme les arbres Assaut (mêlée), Puissance de feu (armes à feu) et Démolition (explosifs) pour le Punisher, ou les arbres de tir à l'arc (à distance), de combat (mêlée) et de flèches spéciales (à distance spéciale) pour Hawkeye. Au fur et à mesure que le personnage gagne des niveaux, le joueur a accès à plus de compétences pour dépenser des points et peut mettre plus de points dans les compétences existantes. Chaque compétence a un niveau maximum, donc plus de points ne peuvent pas être mis dans une compétence lorsqu'un certain niveau est atteint. Chaque compétence a un maximum de 20 points de puissance et un maximum de 50 points peut être atteint grâce aux bonus d'équipement.
Plusieurs mises à jour après le lancement ont rééquilibré de nombreux systèmes du jeu. Le mode Histoire peut être utilisé pour niveler complètement n'importe quel héros et les statistiques défensives sont consolidées et simplifiées. Les joueurs peuvent obtenir n'importe quel personnage jouable en utilisant le système d'éclats d'éternité (Eternity Splinters). Ces butins ou "drop" peuvent être utilisés comme monnaie auprès d'Adam Warlock afin que les joueurs puissent obtenir les héros qu'ils veulent jouer (plus rapidement que le précédent système de drop de héros aléatoires) sans dépenser d'argent. De plus, les éclats peuvent être utilisés pour obtenir un objet cosmique aléatoire, pour améliorer la capacité ultime du personnage ou pour acheter un compagnon (Team-Up).
La version relancée du jeu Marvel Heroes 2015 était aussi le premier A-RPG à proposer un raid. Dans les rencontres de raid, 10 joueurs groupés attaquent une série de boss uniques. Chaque rencontre comporte une minuterie et une limite de morts. Les rencontres de raid ont permis aux joueurs d'affronter, par exemple, Surtur et ses serviteurs dans Muspelheim, et Red Onslaught à Genosha.
Plusieurs modes de jeux viennent s'ajouter par la suite parfois avec des histoires parallèles comme un One-shot au Wakanda ou l'invasion de New-York par Ultron. Le système de craft est également très fourni et s'accompagne de plusieurs centaines d'artefacts allant de commun à Légendaire et à collecter afin d'améliorer les personnages.
Le "bestiaire" est également important puisqu'il propose d'affronter près de 50 types d'ennemis différents et plus d'une cinquantaine de Boss, sans compter les boss de Raid.
Le "Endgame" du jeu (ensemble des possibilités offertes en jeu après avoir fini l'histoire) est très riche avec notamment beaucoup d'évènements liés à chaque sortie d'un film ou d'une série Marvel mais aussi les classiques évènements périodiques comme Noël ou Pâques et parfois des surprises comme un hommage au fameux  "niveau secret des vaches" de Diablo 2 où le Boss de fin est un Skrull transformé en une sorte de vache et portant le nom de Commander Brevik.
Un mode joueurs contre joueurs (PVP), Fire & Ice, est également présent et propose à 2 équipes de 5 joueurs de s'affronter, chaque équipe étant aidée par soit des démons de feu (équipe "Fire") soit des géants des glaces (équipe Ice).
A ça s'ajoutent des centaines de défis différents avec des récompenses plus ou moins importantes selon la difficulté sélectionnée.
Côté technique, chaque emplacement du jeu est composé de plusieurs «instances». Cela permet au jeu de fonctionner sur un énorme serveur virtuel, plutôt que d'être divisé en différents serveurs. De nombreuses missions ont lieu dans des instances plus petites qui sont réinitialisées si le joueur sort et revient.

## Intrigue

### Prologue: "Reprendre le RAFT"
Le Docteur Fatalis obtient le Cube cosmique et l’utilise pour incinérer le Gardien. Après avoir répondu à un vol dans le Queens, le joueur se rend au RAFT (en), où Viper (alias Madame Hydra) et HYDRA ont facilité une évasion, libérant plusieurs détenus surpuissants. Le joueur parvient à réactiver le système de sécurité, à verrouiller les blocs cellulaires et à reprendre le Bouffon vert et le Laser vivant; cependant, plusieurs vilains s’échappent.

### Chapitre 1 "Patrouille dans Hell's Kitchen"
Après l'évasion, Viper rencontre le Docteur Fatalis déclarant que c'est un succès. Ce dernier donne à Madame Hydra une puce capable d'exploiter une faille dans le système de sécurité de Tony Stark, après quoi leur transaction se termine. Après l'évasion, Daredevil réussi à capturer le Rhino à Hell's Kitchen, pendant que le joueur recapture le Shocker dans un métro abandonné. Le Docteur Octopus essaie de voler la tablette de la vie et du temps dans la discothèque Blood Rose, mais il est arrêté et repris par le joueur. Les héros prennent temporairement possession de la tablette; C’est alors que Hood apparaît à travers un portail et la vole.

### Chapitre 2 "A la poursuite de Hood"
Le joueur se rend ensuite à Industry City, combattant les forces de l’AIM (Advanced Idea Mechanics) et de la Maggia du Caïd tout en pourchassant Hood. Finalement, Hood est vaincu et placé en garde à vue, seulement pour révéler qu'il a déjà vendu la tablette à La Main.

### Chapitre 3 "Contre La Main"
Les héros se rendent à Madripoor (en), la base d'opérations de La Main, et découvrent bientôt qu'HYDRA attaque également La Main dans le but de s'emparer de la tablette. Les héros soumettent Viper, stoppant l'invasion d'HYDRA, puis battent le chef de La Main, Gorgone et son meilleur assassin, Elektra, en récupérant la tablette.

### Chapitre 4 "Le Caïd du Crime"
Cependant, de retour à New York, le Caïd utilise ses relations pour forcer les héros à lui rendre la tablette. Sachant que la tablette est trop puissante pour être laissée entre les mains du Caïd, les héros s'efforcent d'exposer son implication dans la contrebande illégale d'hormones de croissance mutantes dans la ville. Avec l'aide du détective Jean DeWolff (en), les héros exposent le Caïd et le battent, sécurisant enfin la tablette. Peu de temps après, la tablette est à nouveau volée par le voleur professionnel Fantôme, qui la livre au Docteur Fatalis.

### Chapitre 5 "Assiégés"
Les héros sont ensuite convoqués au "Manoir X" par le professeur Charles Xavier, qui explique que des terroristes anti-mutants appelés les Purificateurs (en) ont lancé une attaque génocidaire sur Mutant Town (en). Les héros se précipitent vers Mutant Town pour arrêter les meurtres, combattant non seulement les Purificateurs, mais aussi les Reavers, un groupe de mercenaires cyborgs psychotiques dirigé par Lady Deathstrike, qui s'est alliée aux Purificateurs en raison de sa rancune contre le mutant Wolverine.
Les héros combattent les Purificateurs jusqu'à leur base dans une gare ferroviaire abandonnée, où ils découvrent que les Purificateurs ont profité de la haine du Fléau envers Xavier pour l'amener à défendre leur base. Les héros soumettent le Fléau et forcent les Purificateurs à se retirer de Mutant Town. De retour au Manoir X, ils sont contactés par Nick Fury, qui révèle que le chef des Purificateurs, le révérend William Stryker, est de connivence avec l’AIM afin de créer une super-arme anti-mutante.

### Chapitre 6 "Contre attaque"
Les héros se précipitent vers la base principale des Purificateurs, Fort Stryker, afin de détruire la super-arme et d'appréhender Stryker. Cependant, quand ils arrivent, ils découvrent que Stryker est déjà attaqué par Magnéto et sa Confrérie des mauvais mutants en représailles de leur attaque contre Mutant Town. Magnéto menace de tuer Stryker, mais les héros refusent que cela se produise et le battent. Alors que Stryker est arrêté, les héros découvrent qu'il a vendu les génomes des mutants capturés par ses forces à Mr. Sinistre, dans un but inconnu.

### Chapitre 7 "La menace Sinistre"
Les héros traquent Sinistre jusqu'à la Terre sauvage, qui est attaquée non seulement par l'armée Mutante de Sinistre, mais aussi par des membres de tribus hostiles contrôlés par le mutant Sauron et une force d'invasion de Brood. Les héros battent Sinistre, mais il parvient à s'échapper et à livrer un clone de Bishop au Docteur Fatalis.

### Chapitre 8 "Issue Fatale"
Les héros sont appelés sur l'héliporteur du SHIELD, où Nick Fury les convoque pour mettre fin aux menaces de l’AIM et d'HYDRA. Après avoir vaincu à la fois MODOK et le Mandarin, le Docteur Fatalis vole l'un des anneaux du Mandarin et révèle son plan directeur. C'est lui qui, à l'origine, a orchestré l'attaque d'HYDRA sur le RAFT qui a conduit à l'évasion massive de super-vilains, et qui a chargé Mr. Sinistre de recueillir l'ADN mutant via les Purificateurs pour créer un clone de Bishop. Le but du clone est de créer un conduit avec lequel Fatalis peut contrôler le cube cosmique, tandis que l'évasion des super-vilains était destinée à occuper les héros pendant qu'il finalisait son plan. Plusieurs super-vilains tentent d'empêcher les héros d'interférer avec l'utilisation du cube cosmique par le Docteur Fatalis. Les méchants échouent et les héros sont capables de contrecarrer la tentative de Fatalis d'acquérir la toute-puissance.

### Chapitre 9 "Direction la Norvège"
Après avoir arrêté le Docteur Fatalis, les joueurs peuvent traverser le pont Bifröst pour Asgard, où Loki a invoqué des hordes d'Elfes noirs, de géants des glaces, et d'autres monstres pour tenter de s'emparer du trône d'Asgard pendant qu'Odin sommeille. Les héros battent les serviteurs de Loki avant d'affronter le dieu de la malice lui-même dans la salle du trône d’Odin où il révèle qu'il a volé le pouvoir du cube cosmique de Fatalis.
Finalement, les héros le battent. Avant même que Loki puisse être jugé, les héros apprennent que le démon Surtur a reforgé l'Épée du Crépuscule. Surtur prévoit d'utiliser le chaos causé par Loki pour lancer sa propre invasion d'Asgard. Les héros battent Surtur et ses serviteurs dans sa dimension d’origine : Muspellheim. Odin se réveille alors, enragé par les crimes de Loki, qui prétend avoir simplement voulu être reconnu comme un héros. En guise de punition, Odin décide de piéger Loki dans une boucle temporelle sans fin couvrant les événements du jeu, lui donnant l'opportunité de devenir un héros.

### "Endgame" (Accès aux raids)
Peu de temps après la défaite de Surtur, Le Professeur X disparaît soudainement. En enquêtant sur sa disparition, les héros découvrent que Crâne rouge a fusionné avec Onslaught, devenant Red Onslaught. Celui-ci a lancé une campagne génocidaire contre la nation souveraine mutante de Génosha. Afin de combattre Red Onslaught, les héros sont obligés de demander l'aide de super-vilains à travers le programme Thunderbolts, y compris Magneto et le Bouffon Vert. Les héros et les super-vilains sont capables de vaincre Red Onslaught et de sauver Genosha, après quoi Crâne Rouge est emprisonné et Onslaught est détruit.

### Chapitre 10 "Invasion Secrète"
Quelque temps plus tard, après avoir empêché l’invasion de Manhattan par Ultron, les héros sont confrontés au Docteur Fatalis. Ce dernier explique qu'il avait été capturé par Thanos après sa première défaite. Il révèle alors que les Skrulls prévoient une invasion massive de la Terre. Les héros sont convoqués par Nick Fury sur l’héliporteur du S.H.I.E.L.D. seulement pour découvrir que toute la base a été infiltrée par des Skrulls. Après avoir vaincu les Skrulls, les héros rencontrent  le S.W.O.R.D. qui les escortent jusqu'à la vraie base de Nick Fury dans un hangar à outils abandonné de Madripoor. De là, les héros combattent l'activité Skrull à travers le monde jusqu'à découvrir que le chef de l'invasion, Kl'rt le Super-Skrull, a établi sa base principale dans la ville haute de Madripoor. Les héros affrontent le Super-Skrull et le battent. Alors qu'il est placé en garde à vue, son vaisseau parvient à s'échapper. Là-dessus, le Super-Skrull explique que les héros devraient être reconnaissants à cause de sa cargaison. Effectivement, les vaisseaux se révèlent être porteurs d'une gemme de l'infini, attirant l'attention de Thanos…

## Personnages

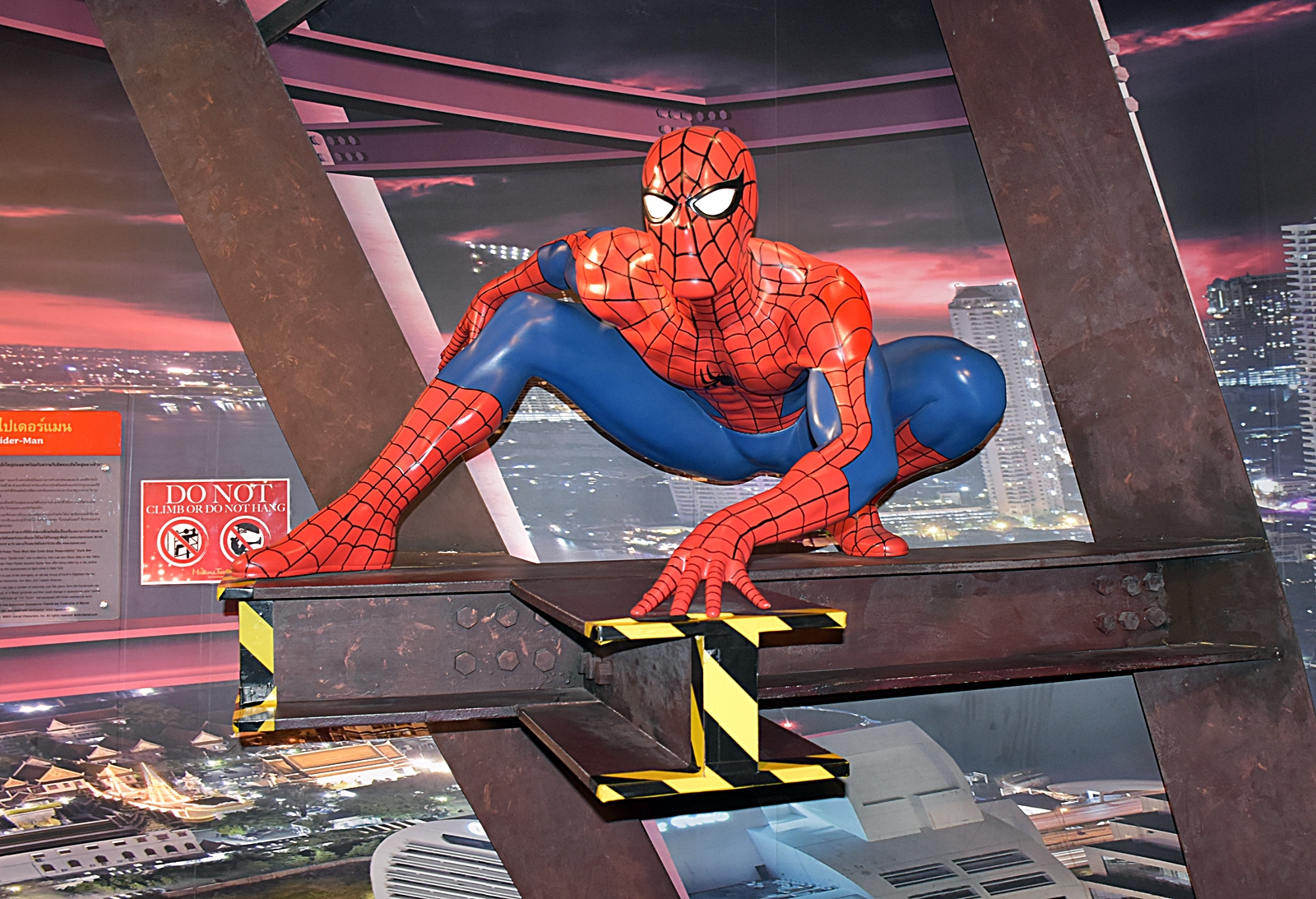
Spiderman - Madame Tussauds Bangkok

Marvel Heroes présente plus de 100 personnages de l'univers Marvel. Les joueurs peuvent choisir parmi une distribution large et diversifiée de super-héros et de méchants. Chaque personnage jouable est un archétype différent, soit Melée, soit Distance, chacun ayant des ensembles uniques d'attributs et arbres de talents. À la sortie du jeu, il y avait 21 personnages jouables. En juillet 2017, il y avait 63 personnages jouables. Ces personnages vont de bien connus et emblématiques tels qu’Iron Man et Spider-Man à des moins connus et obscurs tels que Squirrel Girl. Plusieurs méchants, comme Loki et Venom, apparaissent également comme personnages jouables.
Chaque joueur peut jouer tous les héros jusqu'au niveau 10, à l'exception du héros le plus récemment ajouté au jeu. Les joueurs peuvent continuer à faire évoluer les héros de leur choix en dépensant une devise dans le jeu appelée "éclats d’éternité" (Eternity Splinters) ou en les achetant avec de l'argent réel via la boutique du jeu. Une fois qu'un héros est déverrouillé, il peut atteindre un niveau maximum de 60, lui permettant d’accéder à tout le contenu du jeu.
Les joueurs peuvent également débloquer des personnages compagnons (Team-Up), un concept basé sur la série de comics Marvel Team-Up. Bien que ces personnages ne soient pas jouables, ils peuvent être invoqués pour agir comme acolytes ou gardes du corps, fournissant une assistance et améliorant le personnage jouable. Au nombre de 66 en juillet 2017, les Team-Ups peuvent être acquis en utilisant les éclats d’éternité ou via la boutique du jeu.

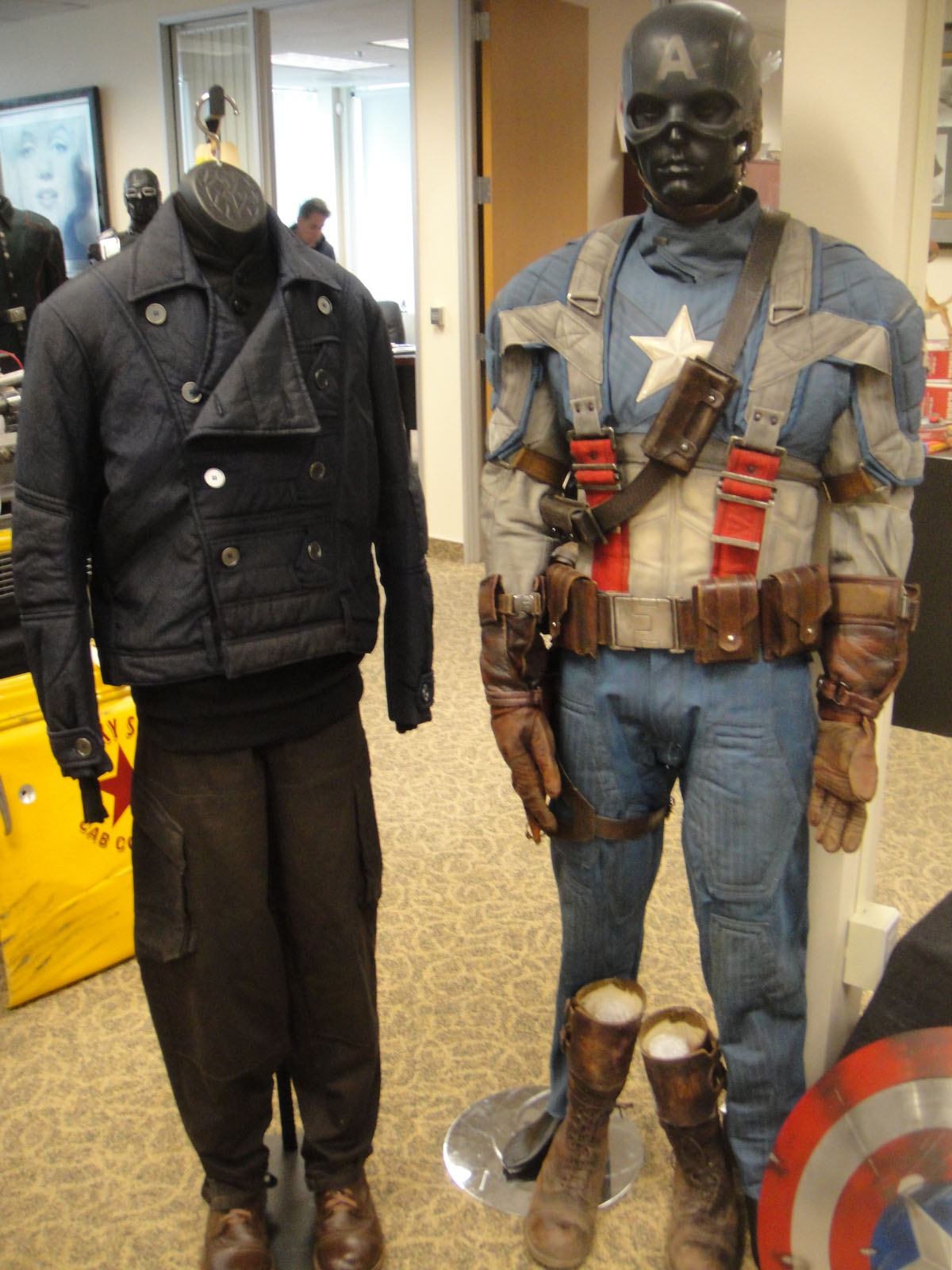
Costumes de Captain America et Bucky tirés du film "Captain America First Avenger" - 2011 Marvel Studios

Des costumes pour changer l'apparence du personnage peuvent être acquis dans la boutique en ligne du jeu, obtenus en battant les ennemis ou fabriqués par le biais de l'artisanat. Quatre costumes (l’armure inspirée du film Iron Man 3, une tenue Arme X pour Wolverine, Maestro la forme future de Hulk, et le costume noir symbiote de Spider-Man) sont exclusifs aux joueurs qui ont acheté l'Ultimate Pack de personnages en édition limitée pour 149€, dans le cadre du programme fondateur de Gazillion. Un "costume amélioré" est une itération d'un personnage jouable, mais il est basé sur un personnage complètement différent (bien que généralement lié). Par exemple, Beta Ray Bill est un costume amélioré pour Thor; bien qu'il ait sa propre apparence et son propre travail vocal, il a exactement les mêmes pouvoirs, talents et capacités que Thor. Le 9 septembre 2016, le jeu a atteint un Guinness World Record pour avoir le plus de costumes de super-héros des bandes dessinées dans un jeu (462 costumes différents),. Les costumes améliorés peuvent également être une version alternative d'un personnage, auquel cas ils bénéficient toujours d’un travail vocal supplémentaire. Par exemple sont inclus l'apparence de La Chose : Angrir, le Briseur d’âme de l’arc Fear Itself et l'apparence de Gambit en tant que Cavalier d’Apocalypse.

Logo du film "Les 4 Fantastiques et le Surfer d'argent" - 2007 20th Century Fox

À partir du 1er juillet 2017, les personnages des Quatre Fantastiques (Mr Fantastique, La femme invisible, la Torche humaine, La Chose et le Surfer d'argent) et tous les costumes alternatifs liés aux Quatre Fantastiques  pour divers autres personnages ne sont plus disponibles à l'achat dans la boutique. Après l'annonce de la fin du contrat de Disney avec Gazillion le 15 novembre 2017, tous les packs de personnages contenant les costumes exclusifs du pack sont supprimés de la boutique en ligne mais pouvaient encore être achetés dans le jeu avec les devises restantes des joueurs.

## Développement

### Cryptic Studios
Marvel Heroes était à l'origine connu sous le nom de Marvel Universe Online et plus tard de Marvel Universe. Marvel Universe Online était le titre de travail original de Champions Online. Le jeu en ligne massivement multijoueur (MMO) a été développé par Cryptic Studios et devait être publié par Microsoft Game Studios pour Microsoft Windows en utilisant une licence de Marvel. Le projet a été modifié le 11 février 2008 en raison de ce qu'un porte-parole de Microsoft a qualifié d'"incapacité à rivaliser" avec le marché actuel des MMO. Moins d'une semaine plus tard, Cryptic Studios a annoncé que le développement se poursuivrait en utilisant une nouvelle licence de propriété intellectuelle liée à Champions, un RPG de super héros.
La confirmation de l'annulation du projet est arrivée le 11 février 2008, bien que des rumeurs d'annulation possible aient existé depuis novembre de l'année précédente. Shane Kim, le directeur de Microsoft Games Studios, a déclaré dans une interview que l'annulation était principalement due au marché concurrentiel des MMO par abonnement, et que même si un MMO actuel a réussi, "tout le reste ne correspondrait pas à notre niveau ou à notre définition de réussite commerciale".

### Gazillion Entertainment
Le 17 mars 2009, il a été révélé que Gazillion Entertainment avait signé un accord exclusif de 10 ans pour développer des jeux Marvel Entertainment, dont Marvel Universe fait partie. Le premier titre sorti est Marvel Super Hero Squad Online, qui cible un public plus jeune. Marvel Universe a finalement été rebaptisé Marvel Heroes et a commencé à être développé en tant que "massively multiplayer online-action role-playing game" Plutôt qu'un "massively multiplayer online role-playing game" comme l'avait été la version annulée de Marvel Universe par Cryptic.
Gazillion Entertainment a choisi d’utiliser le moteur d’Epic Games : l’Unreal Engine 3, au lieu du moteur Unity 3D utilisé pour Marvel Super Hero Squad Online, avec le directeur du studio Jeff Lind déclarant "Nous aimons le système de streaming d'Unreal Engine 3. Il a rendu possible toute notre approche technique et est facile à utiliser. Nous aimons également la flexibilité que nous obtenons des composants acteurs qui nous ont permis de faire toutes sortes de personnalisations sans sacrifier les fonctionnalités intégrées du moteur". Pendant une session de diffusion en direct David Brevik, le président/PDG de Gazillion, a détaillé le moteur du jeu. Il a noté que tandis qu'Unreal Engine 3 alimente les visuels et l'audio front-end du jeu, la plupart des composants qui font un jeu massivement multijoueur ont été écrits à l'aide d'un tout nouveau code interfacé avec Unreal Engine 3.
Au cours du développement, Gazillion a utilisé une équipe interne de 75 personnes travaillant pendant trois ans et demi, d'autres participant au support et au marketing. Gazillion a levé plus de 80 millions de dollars pour financer le développement du jeu, mais il n'a pas révélé exactement combien a été dépensé. Contrairement aux autres développeurs de MMO, Gazillion a toujours prévu d'utiliser le modèle free-to-play.

## Fermeture
David Brevik a quitté Gazillion le 6 janvier 2016, expliquant qu'il poursuivait d'autres opportunités. Le PDG Dave Dohrmann a pris la présidence de Gazillion Entertainment. Le 20 octobre 2017, les mises à jour manquées sont devenues évidentes pour les joueurs lorsque les versions promises n'ont pas respecté la date limite. Un événement annuel d'Halloween n'a pas eu lieu en 2017, et un lien avec le récent film du Marvel Cinematic Universe, Thor : Ragnarok n'a pas été fait, alors qu’ils devaient tous les deux faire partie d’une mise à jour de contenu semestrielle. Des employés, y compris les designers et les représentants de la communauté, démissionnaient alors que le PDG faisait face à des allégations de harcèlement de la part de collègues et d'associés.
Le 15 novembre 2017, Disney a annoncé qu'il mettait fin à sa relation avec Gazillion Entertainment et que les jeux Marvel Heroes seraient fermés fin 2017. Vers le même jour de l'annonce de Disney concernant Gazillion, Marvel Heroes Omega a été retiré du PlayStation Network, mais le serveur de jeu était toujours accessible pour ceux qui avaient déjà téléchargé le jeu sur la boutique en ligne du PSN plus tôt.
Le 23 novembre, il a été révélé que Marvel Heroes fermerait un mois plus tôt que promis et que tous les employés de Gazillion avaient été licenciés sans salaire avant Thanksgiving, avec résiliation de tous les avantages, les protections médicales et les congés gagnés. Cela était dû au fait que Gazillion avait été liquidé par ses créanciers après que Disney ai retiré sa licence. Le 27 novembre 2017, les serveurs de jeu et le site Web ont été mis hors ligne peu après 11 heures du matin, heure du Pacifique,.
En raison de l'annonce de la fermeture de Marvel Heroes, de nombreux joueurs qui ont acquis le contenu achetable du jeu ont demandé des remboursements. Les utilisateurs de PlayStation 4 (en particulier les utilisateurs non européens) qui ont acheté du contenu dans la boutique en ligne entre le 17 août 2017 et le 17 octobre 2017 ont reçu automatiquement des remboursements sur leurs comptes PlayStation Network ou sur la source de paiement d'origine à partir du 5 décembre 2017.

## Réception
Marvel Heroes a reçu des critiques mitigées lors de sa sortie; sur le site Web de Metacritic le jeu obtient un score global de 58 sur 100 basé sur 38 critiques. IGN a donné au jeu un 5.7/10, louant l'histoire mais critiquant le combat et la personnalisation limitée.
Le jeu a été relancé plus tard avec le titre "Marvel Heroes 2015", à la suite de diverses améliorations et nouveaux contenus mis en œuvre au fil du temps. Sur Metacritic, le jeu obtient un score de 81 sur 100 basé sur 10 critiques.
Le 10 janvier 2015, Marvel Heroes 2015 a reçu le prix du MMO le plus amélioré par MMORPG.com, à la demande des visiteurs du site.
La communauté des joueurs a été fortement impliqués dans le développement et l'amélioration du jeu via le forum de discussion du site officiel et des sites indépendants comme marvelheroes.info
Depuis son arrêt, sur les forums de jeux vidéo et les réseaux sociaux, des milliers de joueurs réclament le retour de Marvel Heroes. Plusieurs pétitions ont même vu le jour sur le net.
En 2021, près de 4 ans après l'arrêt définitif du jeu, ce dernier fait encore parler de lui: des articles mentionnant la venue de Brian Waggoner sur le jeu Marvel's Avengers ravivent les espoirs de certains car celui-ci était développeur sur Marvel Heroes.